# Holy Islamville
Holy Islamville es una área no incorporada ubicada del condado de York en el estado estadounidense de Carolina del Sur. Fundada por Syed Ali Shah Gilani Mubarak en 1983, es una rama de los musulmanes de las Américas. La comunidad se encuentra actualmente en proceso de expansión de la Baitun-Noor Khanqah Santo, el santuario de los sufíes. 